# Sascha Harb
Sascha Harb (* 13. September 1989 in Bruck/Mur) ist ein ehemaliger österreichischer Fußballspieler auf der Position eines Stürmers.

## Karriere

### Über den SV St. Marein/Lorenzen und den DSV Leoben nach Kapfenberg
Sascha Harb wurde am 13. September 1989 in Bruck an der Mur geboren und begann als Sechsjähriger seine Vereinskarriere bei seinem Heimatklub SV St. Marein/Lorenzen. Dort durchlief er in den folgenden vier Spielzeiten diverse Altersklassen und schaffte Ende 1999 den Sprung in die Nachwuchsabteilung des DSV Leoben. Den Donawitzern gehörte er in weiterer Folge beinahe ebenfalls vier Jahre an, ehe er im Spätsommer 2003 an das Nachwuchsmodell Kapfenberg und damit zur Kapfenberger SV wechselte. In Kapfenberg war er bis zum Sommer 2006 in der Jugend aktiv, wo er zuletzt der U-17 angehörte und machte noch in der Saison 2005/06 seine ersten Schritte im Herrenfußball, als er in zwei Partien der damals dritten Mannschaft, dem ASC Rapid Kapfenberg, in der sechstklassigen Gebietsliga Mitte eingesetzt wurde. Sein Debüt gab er am 17. April 2006 bei einem 2:0-Heimsieg über die WSV Eisenerz, bei dem er in der 80. Spielminute für Alejandro Guzmán Palacios eingewechselt wurde. Im letzten Meisterschaftsspiel der Saison, einem 5:1-Auswärtssieg über den SV Tragöss, kam der damals 16-Jährige am 17. Juni 2006 bereits erstmals über die vollen 90 Minuten zum Einsatz und erzielte in der zehnten Minute auch den Treffer zur frühen 3:0-Führung seines Teams. Im Endklassement belegte er mit der Mannschaft den zehnten Tabellenplatz.
In die Saison 2006/07 startete der junge Angriffsspieler bereits als Stammkraft und konnte es bis Anfang Mai 2007 auf 17 Einsätze und neun Tore in der Gebietsliga Mitte bringen, womit er in der mannschaftsinternen Torschützenliste auf dem ersten Platz rangierte. Mandi Unger, der damals die zweite Mannschaft der Kapfenberger in der fünftklassigen Oberliga Nord trainierte, holte Harb, nachdem dieser in sechs der letzten sieben Meisterschaftsspiele in der Gebietsliga getroffen hatte, in den Oberliga-Kader. Dort wurde Harb in den letzten sechs Meisterschaftsrunden bis zum Saisonende eingesetzt und agierte auch hier mit fünf Treffern äußerst torgefährlich. Während der ASC Rapid Kapfenberg die Saison als Fünfter abschloss, konnte sich der Kapfenberger SV II mit neun Punkten Vorsprung auf den nächsten Verfolger, den SC Liezen, den Meistertitel in der Oberliga Nord und damit den Aufstieg in die viertklassige Landesliga Steiermark sichern. In die Saison 2007/08 startete Harb mit einem Einsatz im Steirer Cup, in dem er vier Tore erzielte. Danach war er im Herbstdurchgang nur in drei Meisterschaftsspielen im Einsatz, kam dafür allerdings zu regelmäßigen Einsätzen nach der Winterpause. Am Ende der Meisterschaft hatte er es auf 16 Landesligaeinsätze und vier -tore gebracht und hatte die Saison mit den KSV Amateuren auf dem 14. Tabellenplatz abgeschlossen. In der nachfolgenden Spielzeit 2008/09 kam er unter dem neuen Trainer, dem einstigen österreichischen Nationalspieler Kurt Russ, vorrangig als Ersatzspieler zum Einsatz und brachte es nebenbei auch zu regelmäßigen Einsätzen und Toren im Steirer Cup. 

### Profidebüt in Leoben
Nachdem er es bis zur Winterpause auf zwei Tore bei 15 Ligaeinsätzen gebracht hatte, wechselte er auf Leihbasis eine Spielklasse tiefer zu den Amateuren des DSV Leoben. Nach nur zwei Einsätzen in der Oberliga Nord wurde Harb in die in der zweitklassigen Ersten Liga spielende Profimannschaft des Klubs geholt und gab in dieser am 3. April 2009 bei einem 2:1-Sieg über die Amateure des FK Austria Wien sein Profidebüt, als ihn Heimo Kump ab der 78. Spielminute für Abu Kanneh einwechselte. Nachdem er zwischenzeitlich wieder in der Oberliga zum Einsatz gekommen war, absolvierte er zwei Wochen später, bei einer 1:2-Heimniederlage gegen den FC Lustenau 07 sein zweites und insgesamt auch letztes Profiligaspiel, als er in der Begegnung ab der 73. Minute Cemil Tosun ersetzte. Bis zum Saisonende hatte er es neben seinen zwei Profiligaeinsätzen auch auf zehn Spiele und fünf Tore in der Oberliga Nord gebracht. Während die Profimannschaft aufgrund finanzieller Schwierigkeiten und eines Konkurses erstmals seit den 1950er Jahren aus dem Profifußball verschwand und zwangsabsteigen musste, schaffte er es mit den Amateuren immerhin auf den fünften Tabellenplatz.
Trotz der Schwierigkeiten hielt er dem Verein die Treue und die Leihzeit wurde seitens der Kapfenberger SV sogar bis zum Sommer 2010 verlängert. 2009/10 kam er daraufhin abwechselnd in der ersten Mannschaft in der drittklassigen Regionalliga Mitte und der zweiten Mannschaft in der fünftklassigen Oberliga Nord zum Einsatz. Am Ende der Saison hatte er es auf eine Bilanz von zehn Spielen und ein Tor in der Regionalliga und 15 Partien und sieben Treffer in der Oberliga gebracht. Trainiert wurde er dabei anfangs in der ersten Mannschaft von Dejan Stanković und nach dessen Angang bis Meisterschaftsende von Richard Niederbacher. Am Ende hatte er mit beiden Mannschaften nur einen Platz im hinteren Tabellenteil erreicht. Mit den beiden Mannschaften startete er danach noch in die Spielzeit 2010/11, wechselte aber in der Winterpause den Verein, nachdem sich ein Wechsel für ihn aufgetan hatte. Bei den Leobnern, die ihn im Sommer fix unter Vertrag genommen hatten, hatte er es im Herbst 2010 noch auf sieben Spiele und einen Treffer in der Regionalliga gebracht und war vor allem in der zweiten Mannschaft mit elf Toren in ebenso vielen Spielen äußerst torgefährlich in Erscheinung getreten. Als Trainer der Amateure fungierte in dieser Zeit Bernhard Muhr, der damals selbst noch in der ersten Mannschaft und eine Saison davor im Profifußball aktiv war.

### Weitere Amateurlaufbahn in Voitsberg und Bruck/Mur
Sein Wechsel in der Winterpause führte ihn daraufhin in die Regionalliga Mitte zum dort vertretenen ASK Voitsberg, für den er es bis zum Saisonende 2010/11 auf zehn Meisterschaftseinsätze und ein -tor brachte. Im Endklassement rangierte er mit dem Team auf dem 16. und damit letzten Platz, was einen Abstieg in die Landesliga bedeutete. Nebenbei war er auch zu zwei Spielen und einem Treffer für die zweite Mannschaft in der fünftklassigen Oberliga Mitte West gekommen, doch auch diese Mannschaft schaffte den Klassenerhalt nicht und musste in die Unterliga West absteigen. Nach dem Abstieg beider Mannschaften kehrte Harb im Sommer 2011 wieder in seine Heimatregion zurück, wo er sich dem zum damaligen Zeitpunkt in der Oberliga Nord vertretenen SC Bruck/Mur anschloss. Dort hatte er in der Spielzeit 2011/12 zum ersten Mal in seiner Karriere wirklich die Möglichkeit als Stammspieler am Gesehen mitzuwirken und kam so in der anfangs von René Poms und später von Christian Kandlbauer trainierten Mannschaft auf 24 von 26 möglich gewesenen Ligaeinsätzen und steuerte dabei acht Treffer bei. Mit den Bruckern rangierte er in der Endtabelle hinter dem ESV Knittelfeld (Zweiter) und dem FC Zeltweg (Erster) auf dem dritten Platz. Daneben brachte er es auch auf einen Einsatz in der zweiten Mannschaft des SC Bruck/Mur mit Spielbetrieb in der siebentklassigen Gebietsliga Mürz.
In der nachfolgenden Spielzeit wurden die Einsätze des Angriffsspielers, der während seiner Zeit in Bruck angab Student zu sein, bereits etwas weniger. Bei 18 Meisterschaftseinsätzen brachte er es immerhin noch auf fünf Treffer und beendete die Saison 2012/13 mit der Mannschaft punktegleich, jedoch mit der etwas schlechteren Tordifferenz, hinter dem ASV Irdning auf dem zweiten Tabellenplatz und verpasste dadurch nur knapp den Aufstieg in die Landesliga. Anfangs noch eine Stammkraft in der Offensive wurden seine Einsätze im Herbst 2013 weniger und im Frühjahr 2014 brachte er es nur noch zu drei Einsätzen in der Oberliga Nord. Im Endklassement reichte es nur für einen dritten Platz hinter dem SVA Kindberg (Zweiter) und dem FC Zeltweg (Erster). Am 13. April 2014, einem 2:1-Auswärtssieg über den AtuS Langenwang, bei dem er in der 87. Spielminute auch den Siegestreffer zum 2:1 erzielte, absolvierte Harb sein letztes offizielles Fußballspiel.
Danach konzentrierte er sich auf sein Studium, das er als Magister und Bachelor abschloss; heute (Stand: 2021) ist er in Kapfenberg als Kunden- und Personalberater bei Trenkwalder tätig und dabei auch für die Markt- und Kundenentwicklung der Region Süd zuständig. Dort arbeitet er an der Seite von Gerald Sedelmayer, einem weiteren einstigen Fußballspieler.

## Erfolge
mit der Kapfenberger SV II
- 1× Meister der Oberliga Nord: 2006/07

mit dem SC Bruck/Mur
- 1× Vizemeister der Oberliga Nord: 2012/13